# تل حشباي
تل حشباي أو حشباي (Hashbai أو Tell Hashbai)، هو موقع أثري في غرب وادي البقاع في لبنان.

المنطقة يرويها خزان جبل لبنان تقع بجانب وادي حشباي، بالقرب من ينابيع عين حشباي.
يقع الموقع على جانب الوادي حيث تغطي التربة بعمق المواقع الأثرية القديمة في الوادي.

## الحفريات
مُسح الموقع ودراسته لأول مرة في عام 1965 من قبل لورين كوبلاند وبيتر ويسكومب وهنري دي كونتينسون ‏. ومن المواد التي عُثر عليها قطع الفخار مصقولة حمراء اللون (بعضها مزين)، ورؤوس سهام، وشفرات منجلية مع إزالة الأسنان الخشنة، وسجود، ومطاط البازلت، ومدقات من الحجر الجيري، يعود تاريخ الموقع على التل الأثري إلى حوالي 8200-6200 قبل الميلاد.